# 大瀬柳
大瀬柳（おおせやなぎ）は、新潟県新潟市北区の町字。郵便番号は950-3351。

## 概要
昭和40年代から現在の大字。もとは長戸呂新田の一部。

### 隣接する町字
北から東回り順に、以下の町字と隣接する。
- 下土地亀
- 長戸
- 長戸呂
- 長戸呂新田

## 歴史
昭和40年代に長戸呂新田から分立。
- 1965年（昭和40年）12月1日 : 集落公民館跡地に豊栄町初の児童館の完工式実施[5]。
- 1970年（昭和45年）11月1日 : 市制の施行により豊栄市の大字となる。
- 2005年（平成17年）3月21日 : 合併により新潟市の大字となる。
- 2007年（平成19年）4月1日 : 新潟市の政令指定都市移行により、北区の大字となる。
- 2011年（平成23年）6月13日 : 大久保・長戸呂・長戸呂新田のそれぞれ一部が大瀬柳に町名変更[6][7]。

## 世帯数と人口
2018年（平成30年）1月31日現在の世帯数と人口は以下の通りである。
| 大字   | 世帯数 | 人口  |
| ------ | ------ | ----- |
| 大瀬柳 | 99世帯 | 351人 |

## 小・中学校の学区
市立小・中学校に通う場合、学区は以下の通りとなる。
| 番地 | 小学校                 | 中学校             |
| ---- | ---------------------- | ------------------ |
| 全域 | 新潟市立岡方第一小学校 | 新潟市立岡方中学校 |